# Danh sách tập phim Kamen Rider Gaim
Dưới đây là danh sách các tập phim Kamen Rider Gaim, loạt phim Kamen Rider thứ 24. Mạch truyện được chia thành từng chương gọi là Phần (編 Hen).

## Phần Beat Rider
Phần Beat Riders (ビートライダーズ編 Bīto Raidāzu-hen) bao gồm mười một tập phim đầu tiên. Đây là phần có nội dung thân thiện với thiếu nhi.

### Tập 1: Henshin! Orange từ trên trời rơi xuống!?
Henshin! Orange từ trên trời rơi xuống!? (変身！空からオレンジ！？ Henshin! Sora kara Orenji!?) là tập phim đầu tiên trong loạt phim. Tập phim này được phát sóng vào ngày 6 tháng 10, 2013.
Trong khu vực biểu diễn tự do của thành phố Zawame, Mai và Mitsuzane của nhóm nhảy Gaim đang biểu diễn một bài nhảy tự do thì các thành viên của nhóm nhảy kình địch Team buộc họ phải rời đi khi một trận Inves Game trở nên mất kiểm soát, khi một trong những sinh vật Inves thoát ra. Ở một nơi khác, Kazuraba Kota đang giúp chị mình Akira và dần trở nên xa cách với nhóm từ khi cha mẹ của họ qua đời. Khi Mai tìm đến cậu, anh tiết lộ rằng trưởng nhóm nhảy Gaim Yuya đã đưa anh một cái Lockseed kỳ lạ. Hai người cùng nhau khám phá khu rừng bí ẩn nơi khởi nguồn trò chơi Inves Game.
Tập phim này do Urobuchi Gen viết kịch bản và Tasaki Ryuta đạo diễn.

### Tập 2: Tất sát! Pine Kick!
Tất sát! Pine Kick!  (必殺！パインキック！ Hissatsu! Pain Kikku!) là tập phim thứ hai trong loạt phim. Tập phim này được phát sóng vào ngày 13 tháng 10, 2013.
Kota cố gắng sử dụng năng lực mới của mình để sử dụng vào công việc bán thời gian, nhưng cậu chỉ gây thêm rắc rối. Và khi Yuya biến mất bí ẩn, Kota tự hỏi liệu chuyện xảy ra trong khu rừng kia có thật không. Đảm nhận vai trò lãnh đạo nhóm Gaim, cậu phải dẫn đầu nhóm chống lại nhóm nhảy Baron. Tập này giới thiệu Pine Arms của Gaim.
Tập phim này do Urobuchi Gen viết kịch bản và Tasaki Ryuta đạo diễn.

### Tập 3: Bất ngờ! Rival Banana Henshin!?
Bất ngờ! Rival Banana Henshin!? (衝撃！ライバルがバナナ変身!? Shōgeki! Raibaru ga Banana Henshin!?) là tập phim thứ ba trong loạt phim. Tập phim này được phát sóng vào ngày 20 tháng 10, 2013.
Kota bắt đầu trở nên nổi tiếng trong trò Inves Games bằng cách tham gia chiến đấu với sức mạnh Kamen Rider Gaim, khi Kumon Kaito tiết lộ rằng anh ta cũng có Sengoku Driver và Banana Lock Seed. Trong tập Kaito biến hình thành Kamen Rider Baron 
Tập phim này do Urobuchi Gen viết kịch bản và Shibasaki Takayuki đạo diễn.

### Tập 4: Khai sinh! Thứ 3 là Budou Rider!
Khai sinh! Thứ 3 là Budou Rider! (誕生！3人目のぶどうライダー！ Tanjō! Sanninme no Budō Raidā!) là tập phim thứ tư trong loạt phim. Tập này được phát sóng vào ngày 27 tháng 10, 2013.
Kota và Kaito cùng tìm kiếm Yuya, nhưng họ lại đối mặt một đối thủ còn kinh khủng hơn. Trong tập này, Mitch biến thành Kamen Rider Ryugen.
Tập phim này do Urobuchi Gen viết kịch bản và Shibasaki Takayuki đạo diễn.

### Tập 5: Phục sinh! Ichigo Arms tình bạn!
Phục sinh! Ichigo Arms tình bạn! (復活！友情のイチゴアームズ！ Fukkatsu! Yūjō no Ichigo Āmuzu!) là tập phim thứ năm trong loạt phim. Tập phim này được phát sóng vào ngày 10 tháng 11, 2013.
Kota cố gắng vượt qua vụ việc xảy đến cho cậu khi chiến đấu với Zangetsu trong rừng Helheim. Trong khi đó, Kaito thách đấu với Mitsuzane, và Armored Rider Ryugen mới không thể tự mình đấu lại. Tập này giới thiệu Ichigo Arms của Gaim.
Tập phim này do Urobuchi Gen viết kịch bản và Shibasaki Takayuki đạo diễn.

### Tập 6: Durian Rider, tham chiến!
Durian Rider, tham chiến! (ドリアンライダー、参戦！ Dorian Raidā, Sansen!) là tập phim thứ sáu trong loạt phim. Tập phim này được phát sóng vào ngày 17 tháng 11, 2013.
Hase và Jonouchi biến hình thành Armored Riders Kurokage và Gridon, nhưng đã có chuyện kỳ lạ xảy ra trong trận chiến của họ và Baron chống lại Gaim và Ryugen. Sau đó, Kota cố gắng tìm công việc bán thời gian tại một tiệm bánh, nhưng lại bị từ chối bởi bếp trưởng. Tập phim này cũng giới thiệu Armored Rider Bravo.
Tập phim này do Urobuchi Gen viết kịch bản và Morota Satoshi đạo diễn.

### Tập 7: Odama Suika, Big Bang!
Odama Suika, Big Bang! (大玉スイカ、ビッグバン！ Ōdama Suika, Biggu Ban!) là tập phim thứ bảy trong loạt phim. Tập phim này được phát sóng vào ngày 24 tháng 11, 2013.
Sau khi dễ dàng đánh bại cả Kurokage và Gridon, Kamen Rider Bravo bắt đầu nhắm vào những Armored Rider khác. Kota tức giận với việc Pierre muốn đánh bại mọi Armored Rider, nhưng Kaito bảo anh ta rằng hãy đánh bại ông ta. Trước đó, Bravo đã thách đấu với Baron, nhưng Baron không phải là mục tiêu thật sự của ông ta. Tập phim này giới thiệu Suikai Arms của Gaim.
Tập phim này do Urobuchi Gen viết kịch bản và Morota Satoshi đạo diễn.

### Tập 8: Sức mạnh mới của Baron, Mango!
Sức mạnh mới của Baron, Mango! (バロンの新しき力、マンゴー！ Baron no Atarashi Chikara, Mangō!) là tập phim thứ tám trong loạt phim. Tập phim này được phát sóng vào ngày 1 tháng 12, 2013.
Sau thất bại trong tay Bravo, Kaito tin rằng mình không còn đủ mạnh nữa, nên bắt đầu tìm kiếm sức mạnh mới. Trong khi Kota tìm kiếm một công việc mới, Mai lại bị mắc kẹt trong rừng Helheim, buộc Kota và Mitch đi tìm và giải cứu cô. Tập phim này đánh dấu sự ra mắt của Mango Arms của Baron.
Tập phim này do Urobuchi Gen cùng với Nanajo Toriko viết kịch bản và Nakazawa Shojiro đạo diễn.

### Tập 9: Đại kế bắt quái vật Inves
Đại kế bắt quái vật Inves (怪物インベス捕獲大作戦！ Kaibutsu Inbesu Hokaku Daisakusen!) là tập phim thứ chín trong loạt phim. Tập phim này được phát sóng vào ngày 8 tháng 12, 2013.
Kouta và Mitch phải truy đuổi một Inves đã vật chất hóa hoàn toàn đang ngẫu nhiên tấn công mọi người trong thành phố, đồng thời họ phải cố gắng duy trì thứ hạng Beat Rider của mình.
Tập phim này do Urobuchi Gen viết kịch bản và Nakazawa Shojiro đạo diễn.

### Tập 10: Rider đại hội ngộ! Tiết lộ bí mật của khu rừng!
Rider đại hội ngộ! Tiết lộ bí mật của khu rừng! (ライダー大集結！森の謎を暴け！ Raidā Daishūketsu! Mori no Nazo o Abake!) là tập phim thứ mười trong loạt phim. Tập phim này được phát sóng vào ngày 15 tháng 12, 2013.
Kouta và Mitsuzane bắt đầu thắc mắc về thân phận của Armored Rider giáp trắng, kẻ dường như đang hủy diệt mọi bằng chứng về việc Inves đang xâm nhập không gian của họ. Mitch nghĩ ra một ý tưởng, nhưng nó đòi hỏi phải tập hợp các Armored Rider khác.
Tập phim này do Urobuchi Gen cùng với Sunaaku Gan viết kịch bản và Nakazawa Shojiro đạo diễn.

### Tập 11: Sự thực đằng sau trò chơi Giáng Sinh
Sự thực đằng sau trò chơi Giáng Sinh (クリスマスゲームの真実 Kurisumasu Gēmu no Shinjitsu) là tập phim thứ mười một trong loạt phim. Tập phim này được phát sóng vào ngày 22 tháng 12, 2013.
Sau khi "trò chơi" thu thập Lock Seed bắt đầu, Baron và Bravo chiến đấu với nhau, trong khi Armored Rider Zangetsu điều tra về vụ đột nhập vào rừng Helheim. Mặc khác, Kouta, quyết định truy lùng tung tích của Rider giáp trắng và tìm kiếm căn cứ nơi có thể là nguyên nhân khiến những vết nứt dẫn đến rừng Helheim tự xuất hiện.
Tập phim này do Urobuchi Gen cùng với Mouri Nobuhiro viết kịch bản và Nakazawa Shojiro đạo diễn.

## Phần Yggdrasill
Phần Yggdrasill (ユグドラシル編 Yugudorashiru-hen) bao gồm các tập phim từ tập 12 đến tập 19. Phần này hướng đến đối tượng người trưởng thành.

### Tập 12: Thế hệ Rider mới xuất hiện!
Thế hệ Rider mới xuất hiện! (新世代ライダー登場！ Shin Sedai Raidā Tōjō!) là tập phim thứ mười hai trong loạt phim. Tập phim này được phát sóng vào ngày 5 tháng 1 năm 2014.
Kota và Mitsuzane cố gắng cảnh báo các Beat Rider về sự thao túng của Yggdrasill, nhưng lại phát hiện ra rằng Yggdrasill đang triển khai đội quân Kurokage Trooper để bịt miệng mọi nhân chứng, trong khi Zangetsu sử dụng một chiếc thắt lưng mới. Trong khi đó, Mai đối mặt với một cô gái trông giống hệt cô.
Tập phim này do Urobuchi Gen viết kịch bản và Ishida Hidenori đạo diễn.

### Tập 13: Gaim và Baron, cặp đôi tình bạn!
Gaim và Baron, cặp đôi tình bạn! (鎧武、バロンの友情タッグ！ Gaimu, Baron no Yūjō Taggu!) là tập phim thứ mười ba trong loạt phim. Tập phim này được phát sóng vào ngày 12 tháng 1, 2014.
Một vi khuẩn bí ẩn đang lây nhiễm trên mọi người ở thành phố Zawame. Trong tình huống nguy cấp này, Kota, Mai, và Mitsuzane cố gắng tìm hiểu lý do đằng sau nó.
Tập phim này do Urobuchi Gen viết kịch bản và Ishida Hidenori đạo diễn.

### Tập 14: Bí mật trái cây Helheim
Bí mật trái cây Helheim (ヘルヘイムの果実の秘密 Heruheimu no Kajitsu no Himitsu) là tập phim thứ mười bốn của loạt phim. Tập phim này được phát sóng vào ngày 19 tháng 1, 2014.
Sau khi Hase biến thành một con Inves, Gaim cố gắng ngăn cản cậu ta trước khi cậu ta có thể gây thêm tổn thất, nhưng anh cảm thấy khó khăn khi làm tổn thương một con người. Trong khi đó, Baron cố gắng hết sức để chiến đấu với Zangetsu Shin, nhưng lại bị bắt giữ bởi đội quân Kurokage Troopers. Còn Mitsuzane, sau khi nhận ra anh trai mình chính là Armored Rider giáp trắng, đã tự mình thâm nhập vào trụ sở tập đoàn Yggdrasill để tìm hiểu chuyện gì đang xảy ra.
Tập phim này do Urobuchi Gen viết kịch bản và Morota Satoshi đạo diễn.

### Tập 15: Người đàn ông phát minh ra Belt
Người đàn ông phát minh ra Belt (ベルトを開発した男 Beruto o Kaihatsu shita Otoko) là tập phim thứ mười lăm trong loạt phim. Tập phim này được phát sóng vào ngày 26 tháng 1, 2014.
Cả Kota và Kaito đều bị tập đoàn Yggdrasill bắt giữ, họ được mang đến chỗ Sengoku Ryoma, kẻ tiết lộ rằng mình chính là người phát minh ra Sengoku Driver và Genesis Driver, đồng thời tiết lộ sự thật về rừng Helheim cho họ biết.
Tập phim này do Urobuchi Gen viết kịch bản và Morota Satoshi đạo diễn.

### Tập 16: Arms mới! Khai sinh Jimber Lemon!
Arms mới! Khai sinh Jimber Lemon! (新アームズ！ジンバーレモン誕生！ Shin Āmuzu! Jinbā Remon Tanjō!) là tập phim thứ mười sáu trong loạt phim. Tập phim này được phát sóng vào ngày 2 tháng 2, 2014.
Sau khi chạy thoát khỏi tập đoàn Yggdrasill, Kota tự hỏi tại sao ba người họ lại có thể dễ dàng đào thoát như vậy, mặc dù Sengoku Ryoma rất có hứng thú với họ. Sau đó, Mai và Chucky cố gắng thuyết phục các nhóm khác chấm dứt Inves Game, nhưng hai người lại chứng kiến một Elementary Inves cướp một tiệm kim hoàn. Trong khi đó, Takatora đã chỉ cho Mitsuzane thấy một cảnh tượng kinh hoàng ẩn đằng sau khu rừng Helheim Forest.
Tập phim này do Urobuchi Gen viết kịch bản và Kaneda Osamu đạo diễn.

### Tập 17: Rider trái đào, Marika, giáng lâm!
Rider trái đào, Marika, giáng lâm! (桃のライダー、マリカ光臨！ Momo no Raidā, Marika Kōrin!) là tập phim thứ mười bảy trong loạt phim. Tập phim này được phát sóng vào ngày 9 tháng 2, 2014.
Sau khi Takatora tiết lộ sự thật về khu rừng Helheim cho Mitsuzane, anh ta yêu cầu em trai mình thu hồi lại Sengoku Driver của Kota. Ở nơi khác, Oren và Jonouchi cũng toan tính một kế hoạch tương tự. Kota sau đó nhận một cuộc gọi thông báo rằng chị gái cậu đã bị bắt cóc.
Tập phim này do Urobuchi Gen viết kịch bản và Kaneda Osamu đạo diễn.

### Tập 18: Vĩnh biệt, Beat Rider
Vĩnh biệt, Beat Rider (さらばビートライダーズ Saraba Bīto Raidāzu) là tập phim thứ mười tám trong loạt phim. Tập phim này được phát sóng vào ngày 16 tháng 2, 2014.
Mai cố gắng tổ chức một cuộc thi nhảy để nâng cao tinh thần của mọi người, nhưng không một nhóm nhảy nào chịu tham gia. Mai cố gắng bảo Kota thuyết phục nhóm Baron tham dự, nhưng chính cậu cũng không chắc rằng mình có thể nhảy hay không. Mọi chuyện thay đổi khi Oren xuất hiện, khi ông ta biến một cuộc thi nhảy thân thiện thành một trận chiến công khai.
Tập phim này do Urobuchi Gen cùng với Mouri Nobuhiro viết kịch bản và Ishida Hidenori đạo diễn.

### Tập 19: Vũ khí bí mật được trao tặng
Vũ khí bí mật được trao tặng (贈られた秘密兵器 Okurareta Himitsu Heiki) là tập phim thứ mười chín trong loạt phim. Tập phim này được phát sóng vào ngày 23 tháng 2, 2014.
Duke chiến đấu với Gaim lẫn Baron và đánh bại cả hai. Khi họ đang hồi phục vết thương, DJ Sagara xuất hiện và trao cho Kota một món quà là Tulip Hopper Lockseed. Khi họ đến khu rừng Helheim,họ nhanh chóng bị bao vây bởi Yggdrasill, buộc hai Beat Rider phải chiến đấu để sinh tồn.
Tập phim này do Urobuchi Gen cùng với Mouri Nobuhiro viết kịch bản và Ishida Hidenori đạo diễn.

## Phần Helheim
Phần Helheim (ヘルヘイム編 Heruheimu-hen) bắt đầu từ tập 20 kéo dài đến tập 23.

### Tập 20: Cuộc xâm lược bắt đầu sự kết thúc của thế giới
Cuộc xâm lược bắt đầu sự kết thúc của thế giới (世界のおわり はじまる侵略 Sekai no Owari Hajimaru Shinryaku) là tập phim thứ hai mươi trong loạt phim. Tập phim này được phát sóng vào ngày 2 tháng 3, 2014.
Takatora chỉ cho Kota thấy sự thật đằng sau khu rừng Helheim, cùng lúc khi Kaito học được điều này từ Ryoma, Sid, và Yoko. Trong khi đó, ở thành phố Zawame, thêm nhiều Inves nữa xuất hiện và tất cả phụ thuộc vào Mitsuzane và Zack để ngăn cản chúng lại.
Tập phim này do Urobuchi Gen viết kịch bản và Ishida Hidenori đạo diễn.

### Tập 21: Bí mật của Yggdrasill
Bí mật của Yggdrasill (ユグドラシルの秘密 Yugodrashiru no Himitsu) là tập phim thứ hai mốt của loạt phim. Tập phim này được phát sóng vào ngày 9 tháng 2, 2014.
Khu rừng Helheim sẽ sớm hủy diệt Trái Đất nếu không ai ra tay ngăn cản. Kota nói cho Mitsuzane biết về chuyện này và bảo rằng họ cần phải làm gì đó, nhưng Mitsuzane tỏ ra chần chừ vì thực ra cậu đã biết từ lâu. Trong khi đó, Kaito nghiên cứu một bức ảnh được chụp trong rừng Helheim và tin rằng anh đã thấy một hình người, sau đó, anh ta đi vào rừng để điều tra.
Tập phim này do Urobuchi Gen viết kịch bản và Ishida Hidenori đạo diễn.

### Tập 22: Một phần bảy của sự thật
Một phần bảy của sự thật (7分の1の真実 Nana-bun-no-Ichi no Shinjitsu) là tập phim thứ hai mươi hai trong loạt phim. Tập phim này được phát sóng vào ngày 16 tháng 3, 2014.
Crack tại phòng thí nghiệm của Yggdrasill càng ngày càng khiến nhiều Crack xuất hiện ở Zawame. Kota tin rằng giải pháp chính là đóng lại Crack của Yggdrasill trước khi có thêm nhiều Inves tấn công hơn. Tuy nhiên, Kota đối mặt với Ryoma và Yoko đang chờ anh tại khu rừng Helheim, sẵn sàng ngăn chặn anh để kế hoạch của họ có thể tiếp tục.
Tập phim này do Urobuchi Gen viết kịch bản và Kaneda Osamu đạo diễn.

### Tập 23: Tiến lên tiền tuyến! Kachidoki Arms!
Tiến lên tiền tuyến! Kachidoki Arms! (いざ出陣！カチドキアームズ！ Iza Shutsujin! Kachidoki Āmuzu!) là tập phim thứ hai mươi ba trong loạt phim. Tập phim này được phát sóng vào ngày 23 tháng 3, 2014.
Biết được rằng chính mình đã giết chết Yuya, Kota mất tất cả ý chí chiến đấu, và thậm chí không còn định phá hủy Scalar System nữa. Trong khi đó, Kaito đối mặt với Inves kỳ lạ trong rừng Helheim một lần nữa.
Tập phim này do Urobuchi Gen viết kịch bản và Kaneda Osamu đạo diễn.

## Phần Overlord
Phần Overlord (オーバーロード編 Ōbaārōdo-hen) bắt đầu từ tập 24 đến tập 32.

### Tập 24: Kẻ thù khủng khiếp mới: Overlord
Kẻ thù khủng khiếp mới: Overlord (新たな強敵オーバーロード Aratana Kyōteki Ōbārōdo) là tập phim thứ hai mươi tư trong loạt phim. Tập phim này được phát sóng vào ngày 6 tháng 4, 2014.
Baron cố gắng đánh bại Overlord Inves nhưng không thành công, và Marika đề nghị một kế hoạch mới. Mitsuzane cố gắng lợi dụng Kota, người có Peach Energy Lockseed, để truy lùng Overlord Inves, trong khi phát hiện ra rằng DJ Sagara chính là kẻ đã giúp đỡ đằng sau từ đó đến nay, khiến cho cậu tự hỏi thực ra Sagara có âm mưu gì.
Tập phim này do Urobuchi Gen viết kịch bản và Ishida Hidenori đạo diễn.

### Tập 25: Gridon và Bravo, cặp đôi mạnh nhất
Gridon and Bravo, the Strongest Tag (グリドン・ブラーボ最強タッグ Guridon Burābo Saikyō Taggu) là tập phim thứ hai mươi lăm trong loạt phim. Tập phim này được phát sóng vào ngày 13 tháng 4, 2014.
Jonouchi nhận ra rằng những ngày tháng của các nhóm nhảy đã chấm dứt sau khi nhìn thấy Zack, Micchi, và Kota chiến đấu Inves. Oren quyết định giúp học trò của mình trở nên mạnh mẽ hơn, nhưng đồng thời ông cũng phát hiện ra rằng trò chơi Inves Games không còn nữa.
Tập phim này do Urobuchi Gen cùng với Haganeya Jin viết kịch bản và Ishida Hidenori đạo diễn.

### Tập 26: Biến hình Genesis của Baron!
Biến hình Genesis của Baron! (バロンのゲネシス変身！ Baron no Geneshisu Henshin!) là tập phim thứ hai mươi sáu trong loạt phim. Tập phim này được phát sóng vào ngày 20 tháng 4, 2014.
Mai muốn biết bí mật mà Kota đang giấu cô, và vì thế biết được bí mật về khu rừng Helheim, cũng như về Inves và tình trạng của Yuya, việc này khiến Mitsuzane bực mình. Kaito được trao một trang bị mới để chiến đấu với Overlord.
Tập phim này do Urobuchi Gen cùng với Haganeya Jin viết kịch bản và Morota Satoshi đạo diễn.

### Tập 27: Khi biết được sự thật
Khi biết được sự thật (真実を知る時 Shinjitsu wo Shiru Toki) là tập phim thứ hai mươi bảy trong loạt phim. Tập phim này được phát sóng vào ngày 27 tháng 4, 2014.
Kota bị đánh bất tỉnh bởi đòn đánh lén của Ryugen, và Baron tấn công Ryugen vì hành động tiểu nhân này. Takatora bị dằn vặt vì ý tưởng phải cắt giảm dân số Trái Đất xuống một tỉ người để có thể sử dụng Sengoku Driver, nhớ lại những người đầu tiên trong quá trình phát triển, mà không nhận ra rằng chính từ khi đó Ryoma đã âm mưu sau lưng anh. Khi Kota tỉnh lại, cậu đi khảo sát rừng Helheim một lần nữa, nhưng lại gặp một người không ngờ đến.
Tập phim này do Urobuchi Gen viết kịch bản và Morota Satoshi đạo diễn.

### Tập 28: Sự phản bội của Zangetsu
Sự phản bội của Zangetsu (裏切りの斬月 Uragiri no Zangetsu) là tập phim thứ hai mươi tám trong loạt phim. Tập phim này được phát sóng vào ngày 4 tháng 5, 2014.
Takatora thông báo cho Ryoma, Sid, và Yoko biết rằng Kota sẽ hợp tác với họ để săn lùng Overlord trong nỗ lực ngăn cản khu rừng Helheim Forest. Họ đồng ý với kế hoạch này, nhưng khi tất cả vào khu rừng Helheim, Ryoma đã sắp đặt một kế hoạch để loại bỏ Takatora.
Tập phim này do Urobuchi Gen cùng với Haganeya Jin viết kịch bản và Morota Satoshi đạo diễn.

### Tập 29: Vua loài Overlord
Vua loài Overlord (オーバーロードの王 Ōbārōdo no Ō) là tập phim thứ hai mươi chín trong loạt phim. Tập phim này được phát sóng vào ngày 11 tháng 5, 2014.
Kota chiến đấu với Zangetsu Shin trong rừng Helheim, không biết rằng đó chính là Mitsuzane sử dụng vũ khí của anh trai cậu ta để tấn công anh. Còn trong rừng, Takatora được cứu bởi các Overlord và được giới thiệu với thủ lính của chúng. Roshuo đã kể cho anh ta về quá khứ của người Femushinmu và bí mật của rừng Helheim. Sau đó, Kota, Kaito, và Mitsuzane cùng vào rừng để tìm Sid, nhưng Ryoma đã đặt một cái bẫy dành cho Kota.
Tập phim này do Urobuchi Gen viết kịch bản và Morota Satoshi đạo diễn.

### Tập 31: Tung tích của trái cấm
Tung tích của trái cấm (禁断の果実のゆくえ Kindan no Kajitsu no Yukue) là tập phim thứ ba mươi mốt trong loạt phim. Tập phim này được phát sóng vào ngày 25 tháng 5 năm 2014.
"Trái cây trí tuệ" ban cho người ta sức mạnh tái tạo thế giới và trở thành Thượng đế. Sid nghe lỏm được từ một trong những Overlord, Redyue, rằng Roshuo đang canh giữ thứ trái cây này. Sid lên kế hoạch đánh cắp nó để anh ta có thể trở thành Thượng đế. Trong khi đó, Overlord Demushu đã rời khỏi Helheim để xâm nhập thành phố Zawame City và bắt đầu phá hoại tùy thích.
Tập phim này do Urobuchi Gen viết kịch bản và Tasaki Ryuta đạo diễn.

### Tập 32: Quyền năng lớn nhất! Kiwami Arms
Quyền năng lớn nhất! Kiwami Arms (最強の力！極アームズ Saikyō no Chikara! Kiwami Āmuzu) là tập phim thứ ba mươi hai trong loạt phim. Tập phim này được phát sóng vào ngày 1 tháng 6, 2014.
Baron Lemon Energy Arms và Knuckle không thể cầm chân Demushu mãi được nên đã để cho hắn trốn thoát. Sau khi giết chết Sid, Roshuo ra lệnh cho Redyue tiếp tục xâm lược Zawame làm cho Takatora rất ngạc nhiên, trong khi Mitsuzane tiếp tục tìm kiếm Trái cây Trí tuệ. Ở một nơi khác, Kota tỉnh dậy và gặp DJ Sagara, và được trao tặng một thứ có thể giúp được cậu.
Tập phim này do Urobuchi Gen viết kịch bản và Ishida Hidenori đạo diễn.

## Phần Trái cấm
Phần Trái cấm (禁断の果実編 Kindan no Kajitsu-hen) bắt đầu từ tập 33.

### Tập 33: Cuộc tập hợp của Beat Rider
Cuộc tập hợp của Beat Rider (ビートライダーズ大結集 Bīto Raidāzu Dai Kesshū) là tập phim thứ ba mươi ba trong loạt phim. Tập phim này được phát sóng vào ngày 8 tháng 6, 2014.
Kota dẫn đầu một cuộc tấn công đẩy lùi binh đoàn Inves ra khỏi thành phố Zawame, mặc dù vẫn chưa nhận ra chân tướng đích thực của Mitsuzane.
Tập phim này do Urobuchi Gen cùng với Kaiho Norimitsu viết kịch bản và Ishida Hidenori đạo diễn.

### Tập 34: Sức mạnh của Vua và sự tái sinh của Nữ hoàng
Sức mạnh của Vua và sự tái sinh của Nữ hoàng (王の力と王妃復活 Ō no Chikara to Ōhi Fukkatsu) là tập phim thứ ba mươi bốn trong loạt phim. Tập phim này phát sóng vào ngày 22 tháng 6, 2014.
Yoko đối diện với Mitsuzane để thảo luận về hành động của cậu ta trong lốt Zangetsu Shin và liệu rằng cậu có định nói với Kota hay không, trong Redyue lên kế hoạch sử dụng công nghệ của loài người để trợ giúp cho kế hoạch của mình cũng như để hồi sinh nữ hoàng của Roshuo. Nhưng để làm được điều đó, Redyue cần một sự hy sinh.
Tập phim này do Urobuchi Gen cùng với Haganeya Jin viết kịch bản và Morota Satoshi đạo diễn.